# 密照幸映
密照 幸映（みっしょう さえ、1995年〈平成7年〉3月8日 - ）は、日本のファッションモデル、女優、レースクイーン。
埼玉県出身。元レプロエンタテインメント→エイジアプロモーション所属で、現在はEtoire（エトワール合同会社）に所属している。

## 来歴
2008年、レプロエンタテインメント主催の「レプロガールズオーディション」に参加・出場。ファイナリストの1人となり、同事務所に所属する。この当時は幸映（さえ）名義で活動していた。
2009年からファッション雑誌『ラブベリー』の専属モデル（ラブベリーナ）として活動し、2011年2月号をもって卒業。
その後、レプロがグループ会社のレプロアスターを設立したのに伴い、2013年に同事務所所属となる。
2016年にエイジアプロモーションへ移籍し、以後は密照 幸映名義で活動。2018年、タックルベリーのイメージガールに当たる「ベリーガールズ」メンバーに就任
2021年、ミス・アース・ジャパン埼玉大会に出場し、「Miss. AIR SAITAMA」を受賞。
2022年は4年ぶりに「ベリーガールズ」の一員として活動した他、同年10月には『第5回JFCAフォーマルウェアコンテスト』で準グランプリとFULLCAST賞をダブル受賞したが、その後エイジアプロモーションとの契約を終了し、Etoireに登録している。
2023年、SUPER GT『MOTULサーキットレディ』としてNISMO・GT500クラスのレースクイーン（23号車）に就任。以後、2024年・2025年と3年連続でNISMO・23号車のRQを務めるが、2024年度以降はMOTULサーキットレディから『Ambassadeur de MOTUL』に名称変更されている。

## 人物
特技は料理、セルフネイル、人間観察、ダンス（ジャズダンスとヒップホップダンス）、書道。

## モデル活動

### 雑誌
- ラブベリー 2009年 - 2011年2月号（徳間書店） - 専属モデル
- JUNON 2010年1月号・2010年3月号（主婦と生活社）
- マーガレット 2012年1月号付録「きれいBIBLE」（集英社）
- warp MAGAZINE JAPAN 2014年6月号（トランスワールドジャパン）

### カタログ
- STYLISH（2011年）
- NaHalu（2011年、ナガイレーベン）
- Hossi JAM（2012年、サン宝石）
- 鈴乃屋（2012年）
- FMVシリーズ（2012年、富士通） - カットモデル

### 広告
- 春のキャンパスデーパスポート（2011年、東京ディズニーリゾート）
- 東京個別指導学院（2011年 - 2012年）
- 信学舎林義塾（2014年 - 2017年）
- ネームボトル ポスター（2015年、日本コカ・コーラ）
- MONO（2018年、NTTドコモ） - イメージモデル
- タックルベリー「ベリーガールズ」（2018年[Unit 1]・2022年[Unit 2]）
- SUPER GT「MOTULサーキットレディ」→「Ambassadeur de MOTUL」（2023年 - 2025年） - NISMO・23号車担当[10][11][12]

### Web
- ウォークマン 拡張現実 (AR) 体験映像（2010年、ソニー）
- 女優養成プロジェクト AI アクトレスインキュベーション（2012年、ドラマデザイン社） - 1期生[13]

## 出演

### CM
- 進研ゼミ中学講座（2009年、ベネッセコーポレーション）
- チキンバーガー ソルト＆レモン「初恋」編（2010年、日本マクドナルド）

### テレビ番組
- 秘密結社ネットジョッカー（2013年 - 期間不明、J:COM イースト）

### テレビドラマ
- とめはねっ! 鈴里高校書道部 第1話・第2話・第4話・第5話（2010年、NHK総合テレビ）
- Answer〜警視庁検証捜査官 第6話（2012年、テレビ朝日）- 友人 役
- 警視庁捜査一課9係 season7 第9話（2012年、テレビ朝日） - 高校生 役
- アオイホノオ（2014年、テレビ東京） - トンコの友人 役
- 民衆の敵〜世の中、おかしくないですか!?〜 第9話（2017年、フジテレビ）
- 海月姫 第9話（2018年、フジテレビ）
- SWIPE GIRLS 前編・後編（2018年、BSフジ）
- コンフィデンスマンJP 第9話（2018年、フジテレビ） - ヤンキー娘 役[14]
- パーフェクトワールド（2019年、関西テレビ） - レギュラー出演・渡辺設計事務所社員 役
- 世にも奇妙な物語「3つの願い」（2020年、フジテレビ） - 佐藤の彼女 役

### ネット配信ドラマ
- 会社は学校じゃねぇんだよ 第4話（2018年、AbemaTV）

### 舞台
- A-TEAM GROUP プロデュース舞台公演「Re-miniscence」（2010年10月、シアターグリーン BIG TREE THEATER） - 凛子のココロ 役
- シアターグリーンプロデュース公演
  - 「青い月の夜」（2013年8月13日 - 19日、シアターグリーン BOX in BOX THEATER）[15]
  - 「黒くて赤い華」（2015年3月11日 - 15日、シアターグリーン BOX in BOX THEATER）[16]
- 劇団P.O.P「アイスクリーム・de・どん!」（2014年12月4日 - 7日、小劇場てあとるらぽう）[17]
- ゲラニルゲラニルピロリンVol.4「ペテンの系譜」（2015年7月7日 - 12日、シアターグリーン BASE THEATER）[18]
- ドラマデザイン社プロデュース「The Night of Christmouse〜クリスマウスの夜〜」（2016年12月20日 - 25日、ワーサルシアター八幡山劇場）- 聖亜役[19]
- MANIAX〜Act Performance Live〜「Odd Love Story〜変愛話〜 SF1x」（2017年6月22日 - 25日、神田SpaceCUBE）- 蘭役[20]
- カタルシスそして（2017年8月22日 - 27日、Space早稲田）[21]

### 映画
- ガール（2012年、東宝）

### プロモーションビデオ
- amu「Silvia」（2012年） - Silvia 役[映像 1]
- "E"qual「Baby Rain (Remix) feat. Full Of Harmony」（2013年）[14]
- 山口リサ「Baby…〜離れていても〜」（2015年）[映像 2]
- MADKID「This love」（2016年）[22]

### 他メンバー
1. ↑  加藤智子、岸谷知果、益子美沙希、美すず[6]
2. ↑  新田ゆう、真田みき、瀬戸麻楡、MIKU[8]

### 映像
1. ↑  TEAM Entertainment amu「Silvia」MV - YouTube（2012年1月11日公開）2024年2月17日閲覧。
2. ↑  SPACE SHOWER MUSIC 山口リサ「Baby...～離れていても～」 (Official Music Video) - YouTube（2015年2月13日公開）2024年2月17日閲覧。